# Bountyphaps obsoleta
Bountyphaps obsoleta (лат.) — вымерший вид птиц из семейства голубиных (Columbidae). Вид был описан в 2008 году как новые вид и род по субфоссильным остаткам, обнаруженным на острове Хендерсон из группы островов Питкэрн на юго-востоке Полинезии. Кроме этого, неопределённый вид, возможно, такой же, как B. obsoleta, был обнаружен на архипелаге Гамбье.

## Этимология
Род назван в честь корабля HMS Bounty, на котором после знаменитого мятежа европейцы впервые открыли Острова Питкэрн, и в честь того, что раньше птица, предоставленная в пищу, была наградой (Bounty означает «награда»); с греческим phaps («дикий голубь»). Видовое название происходит от латинского прилагательного obsoleta, означающего «вымерший» или «забытый».

## Описание и таксономия
Bountyphaps obsoleta был крупный голубь, сравнимый по размеру с крупными видами родов голуби или плодоядные голуби, и больше, чем три других вида голубей, с которыми он сосуществовал на острове. У него были относительно маленькие крылья для своего размера тела, что говорит о том, что он был слабым в полёте, хотя и не нелетающим видом. Вид был описан по 18 костям из четырёх археологических раскопок на острове Хендерсон, в основном из раннеполинезийских костей. Родство нового рода сомнительно, но сравнение с другими таксонами позволяет предположить, что среди ныне живущих видов он наиболее близок к никобарскому голубю или зубчатоклювому голубю и, в более широком смысле, к додо.

## Вымирание
Голубь вымер после колонизации человеком Хендерсона, события, которое произошло к 1050 году нашей эры. Два из трёх других видов голубей на острове также исчезли, как и другие птицы.